# Нью-Блумфілд (Міссурі)
Нью-Блумфілд (англ. New Bloomfield) — місто (англ. city) в США, в окрузі Келлевей штату Міссурі. Населення — 687 осіб (2020).

## Географія
Нью-Блумфілд розташований за координатами 38°43′2″ пн. ш. 92°5′30″ зх. д. / 38.71722° пн. ш. 92.09167° зх. д. (38.717202, -92.091656).  За даними Бюро перепису населення США в 2010 році місто мало площу 4,05 км², з яких 3,97 км² — суходіл та 0,07 км² — водойми.

## Демографія
Згідно з переписом 2010 року, у місті мешкало 669 осіб у 256 домогосподарствах у складі 173 родин. Густота населення становила 165 осіб/км².  Було 283 помешкання (70/км²).
Расовий склад населення:
| - 94,2 % — білих - 1,0 % — чорних або афроамериканців - 0,9 % — корінних американців - 0,6 % — азіатів |

До двох чи більше рас належало 2,5 %. Частка іспаномовних становила 1,2 % від усіх жителів.
За віковим діапазоном населення розподілялося таким чином: 27,4 % — особи молодші 18 років, 63,3 % — особи у віці 18—64 років, 9,3 % — особи у віці 65 років та старші. Медіана віку мешканця становила 34,2 року. На 100 осіб жіночої статі у місті припадало 96,2 чоловіків;  на 100 жінок у віці від 18 років та старших — 94,4 чоловіків також старших 18 років.
Середній дохід на одне домашнє господарство  становив 55 266 доларів США (медіана — 50 625), а середній дохід на одну сім'ю — 53 189 доларів (медіана — 53 750). За межею бідності перебувало 18,1 % осіб, у тому числі 31,3 % дітей у віці до 18 років та 8,5 % осіб у віці 65 років та старших.
Цивільне працевлаштоване населення становило 411 осіб. Основні галузі зайнятості: освіта, охорона здоров'я та соціальна допомога — 17,8 %, будівництво — 15,3 %, публічна адміністрація — 13,1 %, роздрібна торгівля — 12,7 %.